# Unione Sportiva Città di Palermo 1996-1997
Questa voce raccoglie le informazioni riguardanti l'Unione Sportiva Città di Palermo nelle competizioni ufficiali della stagione 1996-1997.

## Stagione

Da sinistra: l'allenatore Ignazio Arcoleo e il capitano Roberto Biffi.

In questa stagione 1996-1997 di Serie B, il Palermo raccoglie 35 punti e retrocede in Serie C1, assieme a Cosenza, Cesena e Cremonese, dopo quattro stagioni consecutive nei cadetti. Si è piazzato al penultimo posto in classifica (peggior piazzamento di sempre in B). In particolare, con i cosentini e con i grigiorossi ha condiviso la peggior difesa del campionato (55 gol subiti). si tratta per i rosanero della terza discesa dalla seconda alla terza serie a seguito di quelle del 1984 e del 1992. Complici alcune cessioni, con il successivo avvicendamento della guida tecnica della società sicula, da Ignazio Arcoleo a Giampiero Vitali.
In Coppa Italia la squadra viene eliminata al primo turno dal Ravenna.

## Divise e sponsor
La maglia era rosanero mentre i calzoncini erano neri.
Come nell'edizione 1992-1993, Giornale di Sicilia è lo sponsor ufficiale della stagione.
Da quest'anno lo sponsor tecnico è invece Kappa. Esso durerà anche per le successive due annate.

## Organigramma societario[2]
- Presidente: Giovanni Ferrara
- Amministratore delegato: Giuseppe Costanza
- Direttore sportivo: Franco Peccenini
- Segretario generale: Silvio Palazzotto
- Allenatore: Ignazio Arcoleo, poi Giampiero Vitali

## Calciomercato

### Sessione estiva
| Acquisti | Acquisti          | Acquisti       | Acquisti   |
| R.       | Nome              | da             | Modalità   |
| -------- | ----------------- | -------------- | ---------- |
| A        | Giampaolo Saurini | Brescia        | definitivo |
| P        | Adriano Bonaiuti  | Padova         | prestito   |
| C        | Fabio Favi        | Cesena         | definitivo |
| C        | Frederic Massara  | Fidelis Andria | definitivo |
| A        | Ronald Hoop       | Dordrecht      | prestito   |

| Cessioni | Cessioni               | Cessioni    | Cessioni   |
| R.       | Nome                   | a           | Modalità   |
| -------- | ---------------------- | ----------- | ---------- |
| A        | Massimiliano Pisciotta | Fiorenzuola | prestito   |
| C        | Giuseppe Iachini       | Ravenna     | definitivo |
| A        | Lorenzo Scarafoni      | Ravenna     | definitivo |
| P        | Gianluca Berti         | Genoa       | definitivo |
| D        | Giovanni Ignoffo       | Leffe       | prestito   |

### Sessione invernale
| Acquisti | Acquisti      | Acquisti | Acquisti |
| R.       | Nome          | da       | Modalità |
| -------- | ------------- | -------- | -------- |
| P        | Carmine Amato | Cosenza  |          |

| Cessioni | Cessioni         | Cessioni | Cessioni |
| R.       | Nome             | a        | Modalità |
| -------- | ---------------- | -------- | -------- |
| P        | Adriano Bonaiuti | Cosenza  |          |

## Risultati

### Serie B

#### Girone di andata
| Palermo 8 settembre 1996 1ª giornata | Palermo            | 0 – 0 referto | Pescara | Stadio La Favorita\| Arbitro: \| Ercolino (Cassino) \| |
| Arbitro:                             | Ercolino (Cassino) |               |         |                                                        |

| Arbitro: | Serena (Bassano del Grappa) |

|         |           |                    |
| Doni 4’ | Marcatori | 33’ (rig.) Saurini |

| Salerno 22 settembre 1996 3ª giornata | Salernitana        | 0 – 0 referto | Palermo | Stadio Arechi\| Arbitro: \| Stafoggia (Pesaro) \| |
| Arbitro:                              | Stafoggia (Pesaro) |               |         |                                                   |

| Arbitro: | Gambino (Barletta) |

|                                    |           |  |
| Saurini 36’ (rig.), 59’ Vasari 82’ | Marcatori |  |

| Arbitro: | De Santis (Tivoli) |

|                                           |           |  |
| Lucarelli 45’, 52’, 68’ De Franceschi 79’ | Marcatori |  |

| Arbitro: | Beschin (Legnago) |

|  |           |                |
|  | Marcatori | 56’ Birindelli |

| Arbitro: | Branzoni (Pavia) |

|                                  |           |             |
| C. Bellucci 22’, 65’ Fantini 42’ | Marcatori | 56’ Barraco |

| Arbitro: | Gronda (Genova) |

|                               |           |  |
| Saurini 70’ (rig.) Vasari 89’ | Marcatori |  |

| Arbitro: | Sirotti (Forlì) |

|              |           |            |
| Zanchetta 9’ | Marcatori | 19’ Vasari |

| Arbitro: | Pairetto (Nichelino) |

|                      |           |                               |
| Saurini 21’ Favi 26’ | Marcatori | 73’, 86’ Francioso 82’ Casale |

| Arbitro: | Rossi (Ciampino) |

|            |           |               |
| Hübner 47’ | Marcatori | 42’ Assennato |

| Arbitro: | Pin (Conegliano) |

|          |           |  |
| Favi 45’ | Marcatori |  |

| Lucca 7 dicembre 1996 13ª giornata | Lucchese           | 0 – 0 referto | Palermo | Stadio Porta Elisa\| Arbitro: \| Dagnello (Trieste) \| |
| Arbitro:                           | Dagnello (Trieste) |               |         |                                                        |

| Arbitro: | Lana (Torino) |

|                   |           |             |
| Saurini 9’ (rig.) | Marcatori | 72’ Dionigi |

| Arbitro: | Gronda (Genova) |

|            |           |            |
| Vasari 15’ | Marcatori | 4’ Perovic |

| Arbitro: | Beschin (Legnago) |

|          |           |                |
| Sala 39’ | Marcatori | 72’ Ciardiello |

| Arbitro: | Piretti (Ravenna) |

|           |           |                                    |
| Biffi 50’ | Marcatori | 45’ Logarzo 55’ Miceli 65’ Guidoni |

| Arbitro: | Treossi (Forlì) |

|                        |           |                         |
| D'Anna 58’ Cossato 90’ | Marcatori | 21’ Saurini 86’ Massara |

| Arbitro: | Boggi (Salerno) |

|                     |           |              |
| Rutzittu 75’ (aut.) | Marcatori | 35’ Masolini |

#### Girone di ritorno
| Arbitro: | Messina (Bergamo) |

|                            |           |                    |
| F. Giampaolo 77’ Gelsi 85’ | Marcatori | 82’ (rig.) Barraco |

| Arbitro: | Bettin (Padova) |

|                                                  |           |                           |
| Vasari 5’ (rig.) C. Ferrara 19’ Gia. Tedesco 54’ | Marcatori | 86’ (rig.) Neri 90’ Pirlo |

| Arbitro: | Nucini (Bergamo) |

|            |           |                     |
| Barraco 8’ | Marcatori | 65’ (rig.) A. Pirri |

| Arbitro: | Sirotti (Forlì) |

|             |           |  |
| Spinesi 69’ | Marcatori |  |

| Arbitro: | Nicchi (Arezzo) |

|                 |           |                                             |
| Campofranco 23’ | Marcatori | 52’ (rig.), 58’ Lucarelli 90’ De Franceschi |

| Arbitro: | Bazzoli (Merano) |

|                                                |           |                    |
| Martusciello 57’ Cappellini 58’ C. Amoroso 90’ | Marcatori | 60’ (rig.) Saurini |

| Arbitro: | Gambino (Barletta) |

|                   |           |                               |
| Hoop 45’ Favi 86’ | Marcatori | 30’ Zironelli 42’ C. Bellucci |

| Arbitro: | Gronda (Genova) |

|  |           |                    |
|  | Marcatori | 90’ (rig.) Saurini |

| Arbitro: | De Santis (Roma) |

|  |           |              |
|  | Marcatori | 12’ Colacone |

| Arbitro: | Stafoggia (Pesaro) |

|             |           |                |
| Bachini 49’ | Marcatori | 47’ G. Ferrara |

| Arbitro: | Preschern (Mestre) |

|  |           |            |
|  | Marcatori | 90’ Hübner |

| Arbitro: | Pin (Conegliano) |

|                                    |           |             |
| C. Ferrara 49’ (aut.) Ferrante 71’ | Marcatori | 10’ Massara |

| Arbitro: | Borriello (Mantova) |

|                    |           |          |
| Saurini 86’ (rig.) | Marcatori | 41’ Paci |

| Reggio Calabria 11 maggio 1997 33ª giornata | Reggina              | 0 – 0 referto | Palermo | Stadio Comunale\| Arbitro: \| Trentalange (Torino) \| |
| Arbitro:                                    | Trentalange (Torino) |               |         |                                                       |

| Arbitro: | Lana (Torino) |

|                                  |           |                                |
| Mirabelli 23’ Maspero 68’ (rig.) | Marcatori | 49’ Barraco 80’ (rig.) Saurini |

| Arbitro: | Rodomonti (Teramo) |

|             |           |                          |
| Saurini 71’ | Marcatori | 19’ Olivares 86’ Ventola |

| Arbitro: | Branzoni (Pavia) |

|                                    |           |             |
| Marulla 19’ Guidoni 45’ Florio 86’ | Marcatori | 40’ Saurini |

| Arbitro: | Tombolini (Ancona) |

|                                    |           |                 |
| Vasari 20’ Saurini 24’ (rig.), 90’ | Marcatori | 65’ Ghirardello |

| Arbitro: | Borriello (Mantova) |

|                                                    |           |             |
| Masolini 19’ (rig.) Pisano 35’, 61’ Centofanti 57’ | Marcatori | 24’ Saurini |

### Coppa Italia
| Arbitro: | Gambino (Barletta) |

|                                |           |             |
| Scarafoni 14’, 16’ Schwoch 90’ | Marcatori | 49’ Saurini |

## Statistiche

### Statistiche di squadra
| Competizione | Punti | In casa | In casa | In casa | In casa | In casa | In casa | In trasferta | In trasferta | In trasferta | In trasferta | In trasferta | In trasferta | Totale | Totale | Totale | Totale | Totale | Totale | DR  |
| Competizione | Punti | G       | V       | N       | P       | Gf      | Gs      | G            | V            | N            | P            | Gf           | Gs           | G      | V      | N      | P      | Gf     | Gs     | DR  |
| ------------ | ----- | ------- | ------- | ------- | ------- | ------- | ------- | ------------ | ------------ | ------------ | ------------ | ------------ | ------------ | ------ | ------ | ------ | ------ | ------ | ------ | --- |
| Serie B      | 35    | 19      | 5       | 7       | 7       | 24      | 24      | 19           | 1            | 10           | 8            | 16           | 31           | 38     | 6      | 17     | 15     | 40     | 55     | -15 |
| Coppa Italia |       | 0       | 0       | 0       | 0       | 0       | 0       | 1            | 0            | 0            | 1            | 1            | 3            | 1      | 0      | 0      | 1      | 1      | 3      | -2  |
| Totale       |       | 19      | 5       | 7       | 7       | 24      | 24      | 20           | 1            | 10           | 9            | 17           | 34           | 39     | 6      | 17     | 16     | 41     | 58     | -17 |

### Statistiche dei giocatori
| Giocatore      | Serie B  | Serie B | Coppa Italia | Coppa Italia |
| Giocatore      | Presenze | Reti    | Presenze     | Reti         |
| -------------- | -------- | ------- | ------------ | ------------ |
| M. Adelfio     | 2        | 0       | 0            | 0            |
| C. Amato       | 11       | -17     | 0            | -0           |
| P. Assennato   | 24       | 1       | 1            | 0            |
| A. Barraco     | 19       | 4       | 1            | 0            |
| R. Biffi       | 24       | 1       | 1            | 0            |
| A. Bonaiuti    | 8        | -10     | 1            | -3           |
| C. Cacicia     | 8        | 0       | 0            | 0            |
| D. Campofranco | 11       | 1       | 0            | 0            |
| G. Caterino    | 28       | 0       | 1            | 0            |
| M. Ciardiello  | 22       | 1       | 0            | 0            |
| G. Compagno    | 32       | 0       | 0            | 0            |
| V. De Sio      | 10       | 0       | 1            | 0            |
| P. Di Già      | 26       | 0       | 1            | 0            |
| A. Dnibi       | 2        | 0       | 0            | 0            |
| F. Favi        | 36       | 3       | 1            | 0            |
| C. Ferrara     | 28       | 1       | 1            | 0            |
| G. Ferrara     | 11       | 1       | 0            | 0            |
| F. Galeoto     | 31       | 0       | 1            | 0            |
| R. Hoop        | 7        | 1       | 0            | 0            |
| G. Lucenti     | 17       | 0       | 0            | 0            |
| F. Massara     | 28       | 2       | 1            | 0            |
| G. Saurini     | 34       | 16      | 1            | 1            |
| V. Sicignano   | 20       | -28     | 0            | -0           |
| A. Tasca       | 10       | 0       | 0            | 0            |
| G. Tedesco     | 32       | 1       | 1            | 0            |
| G. Vasari      | 34       | 6       | 1            | 0            |
| E. Zangara     | 1        | -0      | 0            | -0           |